# Tansila
Tansila  là một tổng tại tỉnh Banwa ở phía tây Burkina Faso. Thủ phủ là thị xã Tansila. Theo điều tra dân số năm 1996, tổng này có tổng dân số 27.714 người.

## Thị xã và các làng xã
Các thị xã thị trấn và các làng xã lớn nhất như sau .:
- Tansila	(3 876 dân) (capital)
- Ben	(901 dân)
- Bouan	(682 dân)
- Darsalam	(1 107 dân)
- Douma	(1 154 dân)
- Driko	(1 050 dân)
- Faso-benkadi	(917 dân)
- Féléwé	(144 dân)
- Gui	(660 dân)
- Kéllé	(1 343 dân)
- Kira	(671 dân)
- Kokouna	(1 385 dân)
- Korani	(767 dân)
- Kouneni	(1 128 dân)
- Moara	(875 dân)
- Nangouna	(1 483 dân)
- Ouléni	(326 dân)
- Ouorowé	(2 479 dân)
- Tamouga	(560 dân)
- Thy	(435 dân)
- Tillé	(718 dân)
- Toma	(1 459 dân)
- Toma Koura	(150 dân)
- Toula	(1 407 dân)
- Toungo	(1 350 dân)
- Triko	(687 dân)